# Poliketid
Poliketidi so velika skupina sekundarnih metabolitov, ki bodisi vsebujejo izmenjujoče se karbonilne funkcionalne skupine in metilenske skupine (−CO−CH2−) bodisi so derivati prekurzorjev, ki imajo tovrstne alternirajoče skupine. Veliko poliketidov se uporablja v medicini ali je akutno toksičnih. Nedavno so vse lipidne molekule razdelili na osem glavnih kategorij, pri čemer eno skupino tvorijo poliketidi (preostali so prenoli, steroli, saharolipidi, maščobne kisline, glicerolipidi, sfingolipidi in glicerofosfolipidi).
- Poliketidi
- Geldanamicin, ki se uporablja kot antibiotik.
- Doksiciklin, še en pomemben antibiotik.
- Eritromicin, antibiotik.
- Aflatoksin B1 je ena izmed najbolj karcinogenih spojin.

## Biosinteza
Poliketidi nastajajo v bakterijah, glivah, rastlinah in nekaterih morskih živalih. Njihova biosinteza vključuje postopno kondenzacijo acetila-CoA ali propionila-CoA z malonilom-CoA ali metilmalonilom-CoA. Kondenzacijsko reakcijo spremlja dekarboksilacija, pri čemer nastaja tudi beta-keto funkcionalna skupina. Prva kondenzacija daje acetoacetilno skupino, tako imenovani diketid. Rezultat nadaljnjih kondenzacij so triketidi, tetraketidi in tako naprej.
Poliketidne verige, ki nastajajo kot posledica delovanja poliketidne sintaze, se ponavadi nadalje modificirajo. Med tovrstne modifikacije spadajo redukcija ketonskih skupin do metilena in ciklizacija. Poliketidi so strukturno zelo raznolika družina. Navadno jih delimo v tri glavne razrede: poliketidi tipa I (makrolidi, nastali zaradi multimodularnih megasintaz), poliketidi tipa II (pogosto aromatske molekule) in poliketidi tipa III (majhne aromatske molekule, ki nastajajo v glivah).
Poliketide sintetizirajo večencimski polipeptidi, ki spominjajo na evkariontske sintaze maščobnih kisilin, a so pogosto precej večji.

## Uporaba
Uporabljajo se poliketidni antibiotiki, antimikotiki, citostatiki, antiparazitiki, antihiperlipemiki in naravni insekticidi.